# Wereldkampioenschappen bobsleeën 2011
De wereldkampioenschappen bobsleeën 2011 werden gehouden van 18 tot en met 27 februari 2011 in het Duitse Königssee. Net als twee jaar geleden stonden er vier onderdelen op het programma. Tegelijkertijd werden ook de wereldkampioenschappen skeleton afgewerkt.

## Wedstrijdschema
Alle aangegeven tijdstippen zijn Midden-Europese tijd en geeft het tijdstip aan waarop de eerste run op die dag van het desbetreffende onderdeel start.
| Discipline        | 18 februari        | 19 februari        | 20 februari        | 26 februari        | 27 februari        |
| ----------------- | ------------------ | ------------------ | ------------------ | ------------------ | ------------------ |
| Tweevrouwsbob     | run 1 en 2 (10.30) | run 3 en 4 (13.00) |                    |                    |                    |
| Tweemansbob       |                    | run 1 en 2 (09.30) | run 3 en 4 (10.30) |                    |                    |
| Landenwedstrijd * |                    |                    | Alle runs (14:30)  |                    |                    |
| Viermansbob       |                    |                    |                    | run 1 en 2 (11.50) | run 3 en 4 (12.30) |

* In de landenwedstrijd werden per team twee (2-mans)bobslee- en twee skeleton-runs gedaald. Op dit kampioenschap achtereenvolgens mannen skeleton, vrouwen bob, vrouwen skeleton en mannen bob.

## Medailles
| Onderdeel       | Goud                                                                                               | Goud | Zilver                                                                           | Zilver | Brons                                                                                          | Brons |
| --------------- | -------------------------------------------------------------------------------------------------- | ---- | -------------------------------------------------------------------------------- | ------ | ---------------------------------------------------------------------------------------------- | ----- |
| Tweemansbob     | Aleksandr Zoebkov Aleksej Vojevoda                                                                 | RUS  | Thomas Florschütz Kevin KuskeManuel Machata Andreas Bredau                       | GER    |                                                                                                |       |
| Viermansbob     | Manuel Machata Richard Adjei Andreas Bredau Christian Poser                                        | GER  | Karl Angerer Christian Friedrich Alex Mann Gregor Bermbach                       | GER    | Steve Holcomb Justin Olsen Steven Langton Curtis Tomasevicz                                    | USA   |
|                 | |      |                                                                                  |        |                                                                                                |       |
| Tweevrouwsbob   | Cathleen Martini Romy Logsch                                                                       | GER  | Shauna Rohbock Valerie Fleming                                                   | USA    | Kaillie Humphries Heather Moyse                                                                | CAN   |
|                 | |      |                                                                                  |        |                                                                                                |       |
| Landenwedstrijd | Michi Halilović Sandra Kiriasis Stephanie Schneider Marion Thees Francesco Friedrich Florian Becke | GER  | Frank Rommel Cathleen Martini Kristin Steinert Anja Huber Karl Angerer Alex Mann | GER    | Jon Montgomery Kaillie Humphries Heather Moyse Mellisa Hollingsworth Lyndon Rush Cody Sorensen | CAN   |

### Medailleklassement
| Plaats | Land             | Goud | Zilver | Brons | Totaal |
| 1      | Duitsland        | 3    | 3      | 1     | 7      |
| 2      | Rusland          | 1    | 0      | 0     | 1      |
| 3      | Verenigde Staten | 0    | 1      | 1     | 2      |
| 4      | Canada           | 0    | 0      | 2     | 2      |
| Totaal | Totaal           | 4    | 4      | 4     | 12     |

## Belgische en Nederlandse deelname
| Discipline    | Klassering | Deelnemers                                                         |
| ------------- | ---------- | ------------------------------------------------------------------ |
| Tweevrouwsbob | 6e         | Esmé Kamphuis / Judith Vis                                         |
| Tweevrouwsbob | 17e        | Elfje Willemsen / Anouska Hellebuyck                               |
| Tweevrouwsbob | 22e        | Eva Willemarck / Els De Groot (3 runs)                             |
| Tweemansbob   | 18e        | Edwin van Calker / Sybren Jansma                                   |
| Viermansbob   | 16e        | Edwin van Calker / Yannick Greiner / Sybren Jansma / Arno Klaassen |